# Ерфилов, Виталий Георгиевич
Вита́лий Гео́ргиевич Ерфи́лов (27 марта 1939, Керчь, Крымская АССР — 25 июня 2024) — советский хоккейный тренер. Заслуженный тренер СССР.

## Биография
Родился в 1939 году в Керчи. Отец — Георгий Ерфилов, футболист, с 1949 года главный тренер футбольного клуба СКИФ, преподавал на кафедре футбола и хоккея в ГЦОЛИФК им. И. В. Сталина. Там же на кафедре гимнастики работала его мать.
После окончания Государственного центрального ордена Ленина института физической культуры им. И. В. Сталина в 1961 году начал работать в хоккейной школе ЦСКА, где среди ребят 1952 года рождения его воспитанником стал Владислав Третьяк. С этого времени Ерфиловым велась работа по созданию специальной методики подготовки вратарей в хоккее, отдельной от подготовки других хоккеистов.
В 1969 году стал старшим тренером кирово-чепецкой хоккейной команды «Олимпия», в которой под его руководством в составе команды мастеров заиграли В. Мышкин, В. Вахрушев, С. Мальцев, В. Крикунов.
После работы в Кирово-Чепецке  работал в тренерском штабе клуба «Крылья Советов», который в 1974 году выиграл чемпионат СССР. Затем многие годы работал с молодёжью, тренером и главным тренером юниорской сборной СССР, а в сезонах 1981—1983 — тренером вратарей московского «Динамо». После этого продолжил работать в специальных вратарских школах.
Скончался 25 июня 2024 года.